# Каппель (мыза)
Ка́ппель (нем. Kappel, Ка́бала, эст. Kabala mõis) — рыцарская мыза (имение) в волости Рапла уезда Рапламаа в Эстонии. Основана в XV веке. Согласно историческому административному делению, относилась к приходу Рапла. В годы Российской империи находилась на территории Эстляндской губернии и относилась к приходу Раппель.

## История мызы
Первое упоминание о мызе Кабала в приходе Рапла относится к 1469 году (Kappel). В письменных источниках 1531 года встречается такое название мызы, как Каббель (Kabbel), 1732 года — Каввала (Kawwala).
В XVI—XVII столетиях мыза принадлежала родовым семействам фон Хастеров (von Hastfer) и фон Крузенштернов. В 1797 году мызу приобрёл тогдашний собственник мызы Кехтель Фромхольд фон Фитингоф (Frommhold von Vietinghoff).
На военно-топографических картах Российской империи (1846–1863 годы), в состав которой входила Эстляндская губерния, мыза обозначена как мз. Каппель.
До отчуждения мызы в ходе земельной реформы 1919 года ею владел собственник мызы Саагге (Куузику) Отто фон Лилиенфельд (Otto von Lilienfeld).

## Главное здание
Главное здание (господский дом) мызы представляет из себя архаичное строение с массивными толстыми стенами, что соответствует планировке старобалтийского мызного здания. Больша́я часть подвалов и стен здания имеет предположительно средневековое происхождение  — его местоположение на холме у берега реки  идеально подходит для городища, а неупорядоченная кладка стен (особенно в подвалах) указывает на перестройку из старых строений. В центральной части здания размещается оболочная дымовая труба, одна из самых больших в Эстонии; её внутренний размер составляет примерно 4 на 6 метров (в настоящее время используется в качестве коридора).
Свой окончательный вид, размеры и высокую вальмовую крышу здание получило в конце 18-го столетия, когда его удлинили с правой стороны. Небольшая передняя и арочные окна относятся к перестройке, произведённой в 1860-х годах.
В настоящее время в главном здании мызы работает библиотека. До административной реформы местных самоуправлений 2017 года там также располагалось правление упразднённой волости Райккюла.

## Здания и сооружения мызы
Сохранилось несколько вспомогательных мызных зданий. Из них наиболее примечательным является амбар 18-го столетия, расположенный на левой стороне площади перед главным зданием. Фасад амбара украшает пять арочных проёмов. В начале 20-го столетия с правой стороны амбара была пристроена двухэтажная сушилка. Большинство остальных вспомогательных зданий перестроено.
В Государственный регистр памятников культуры Эстонии внесены:
- главное здание мызы[5],
- мызный парк[6],
- ограда мызы[7],
- амбар-сушилка[8],
- погреб[9],
- маслобойня[10],
- хлев[11],
- колодец[12],
- водяная мельница[13],
- мельничная плотина[14].

## Галерея

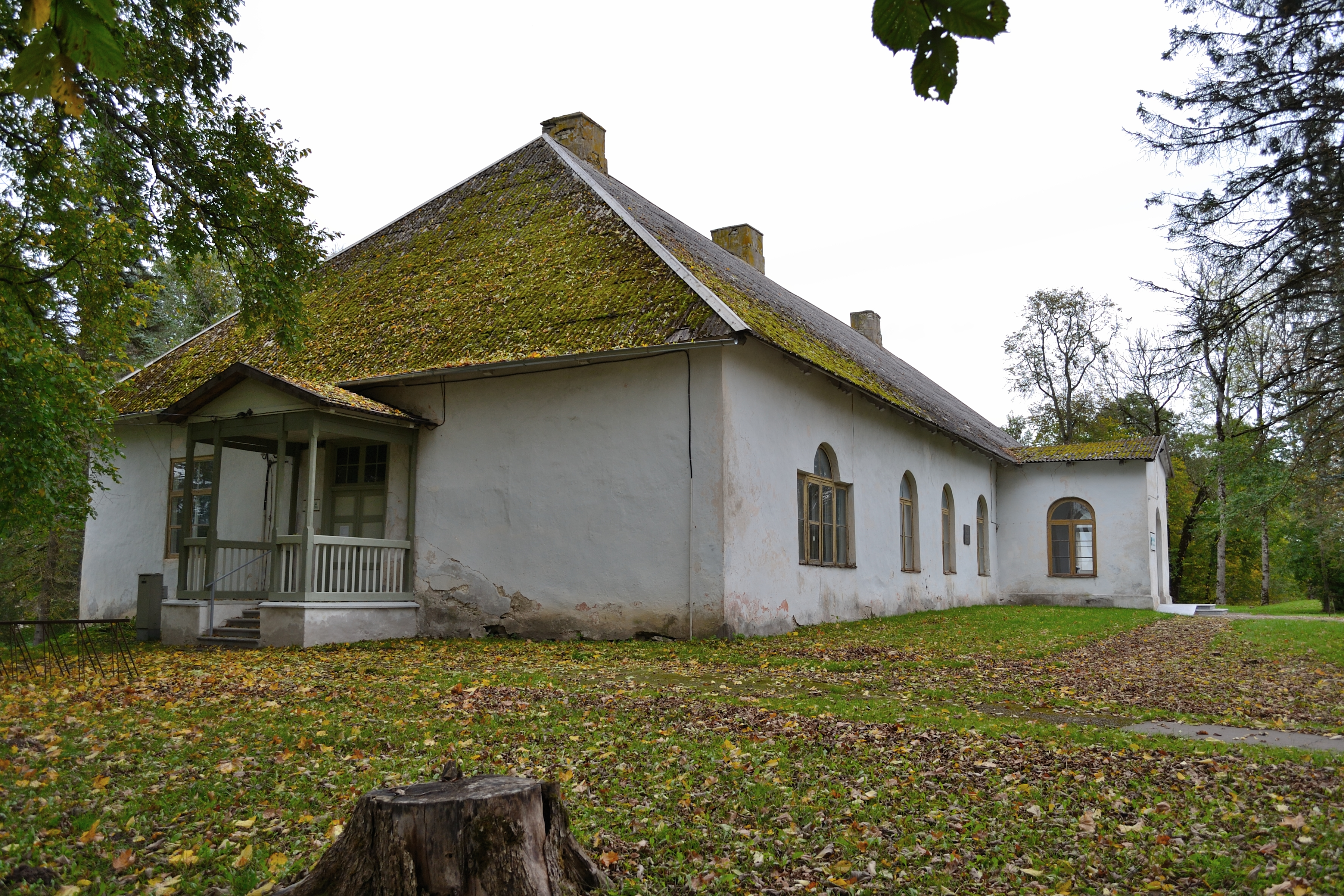
Главное здание
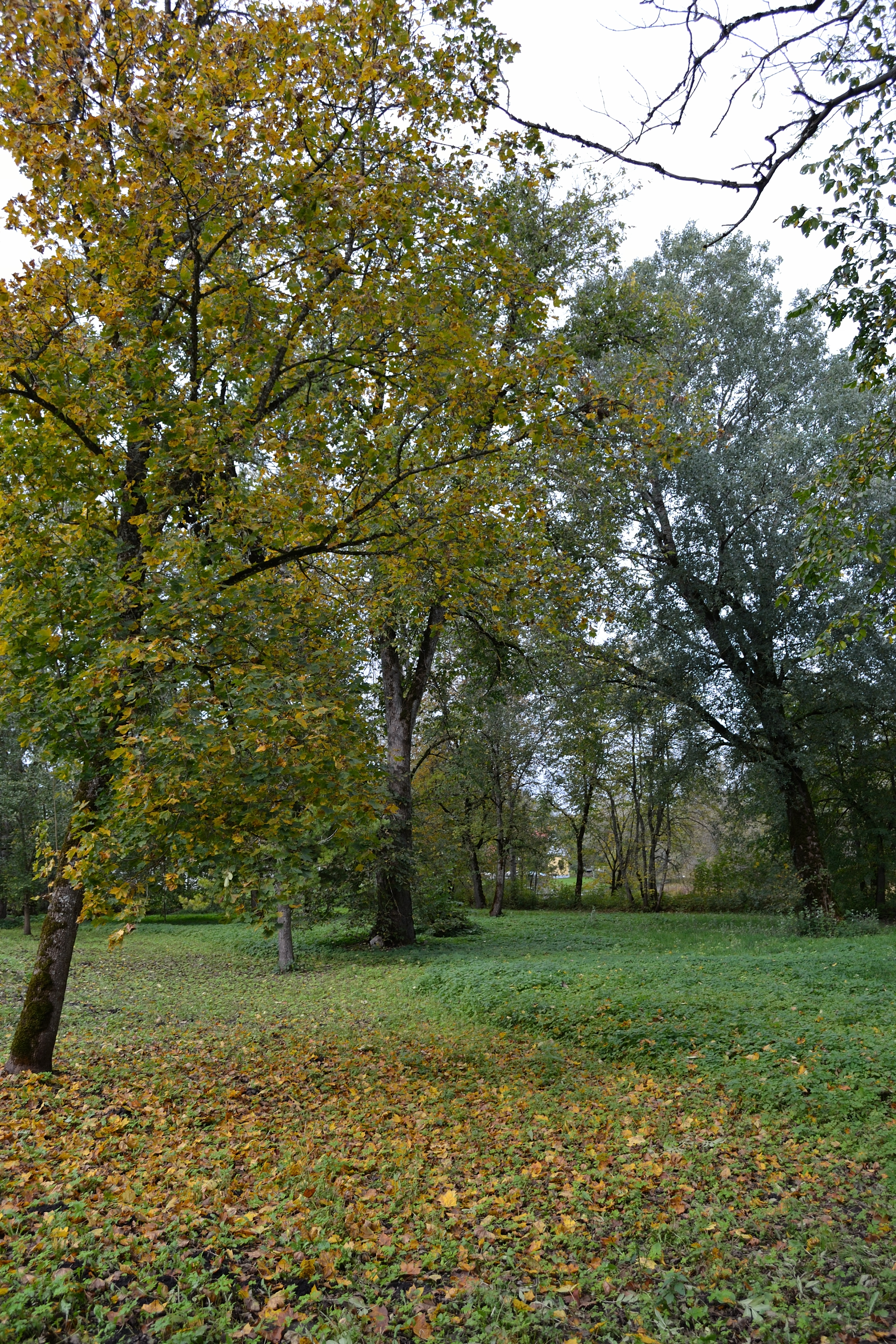
Мызный парк
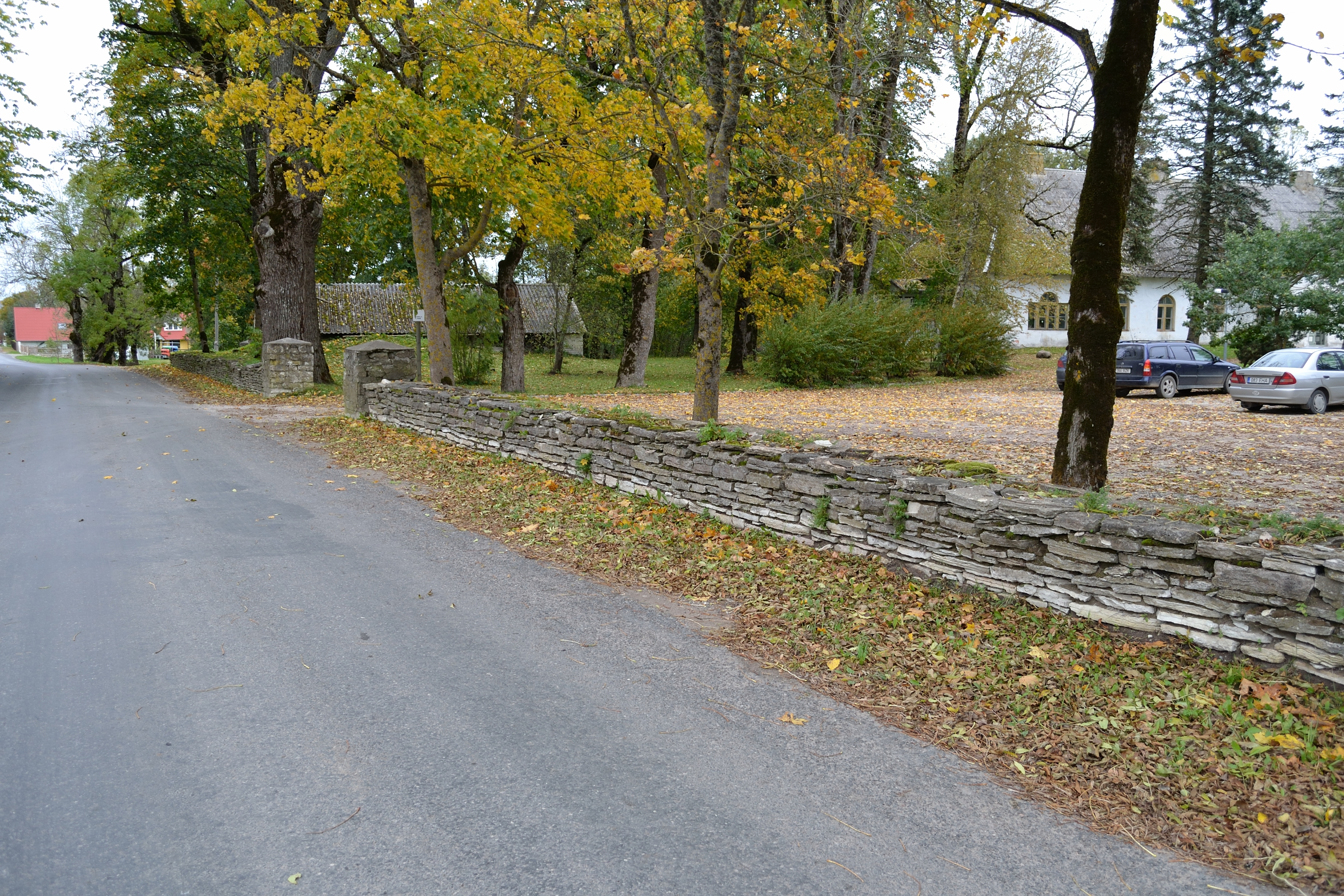
Мызная ограда
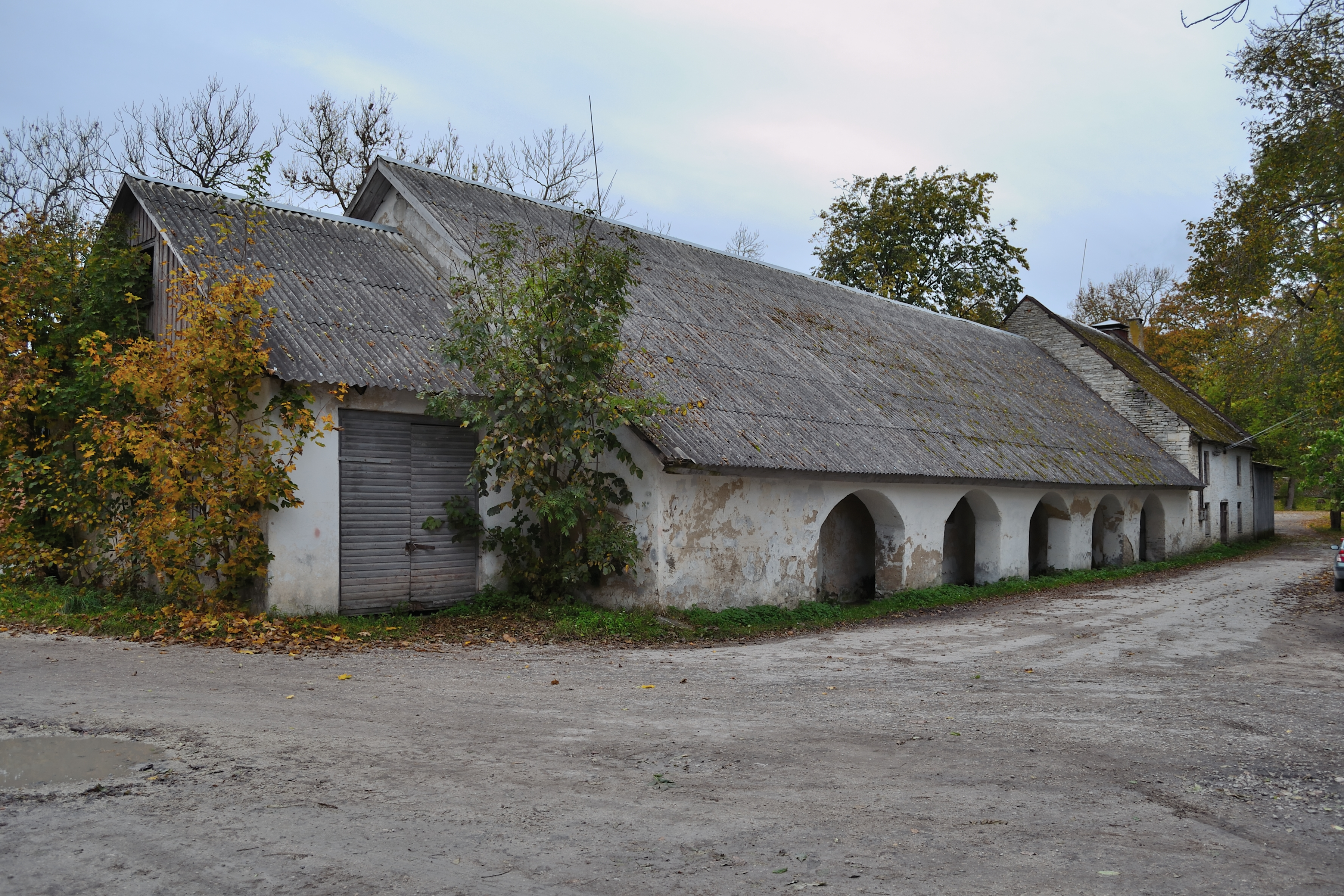
Амбар-сушилка
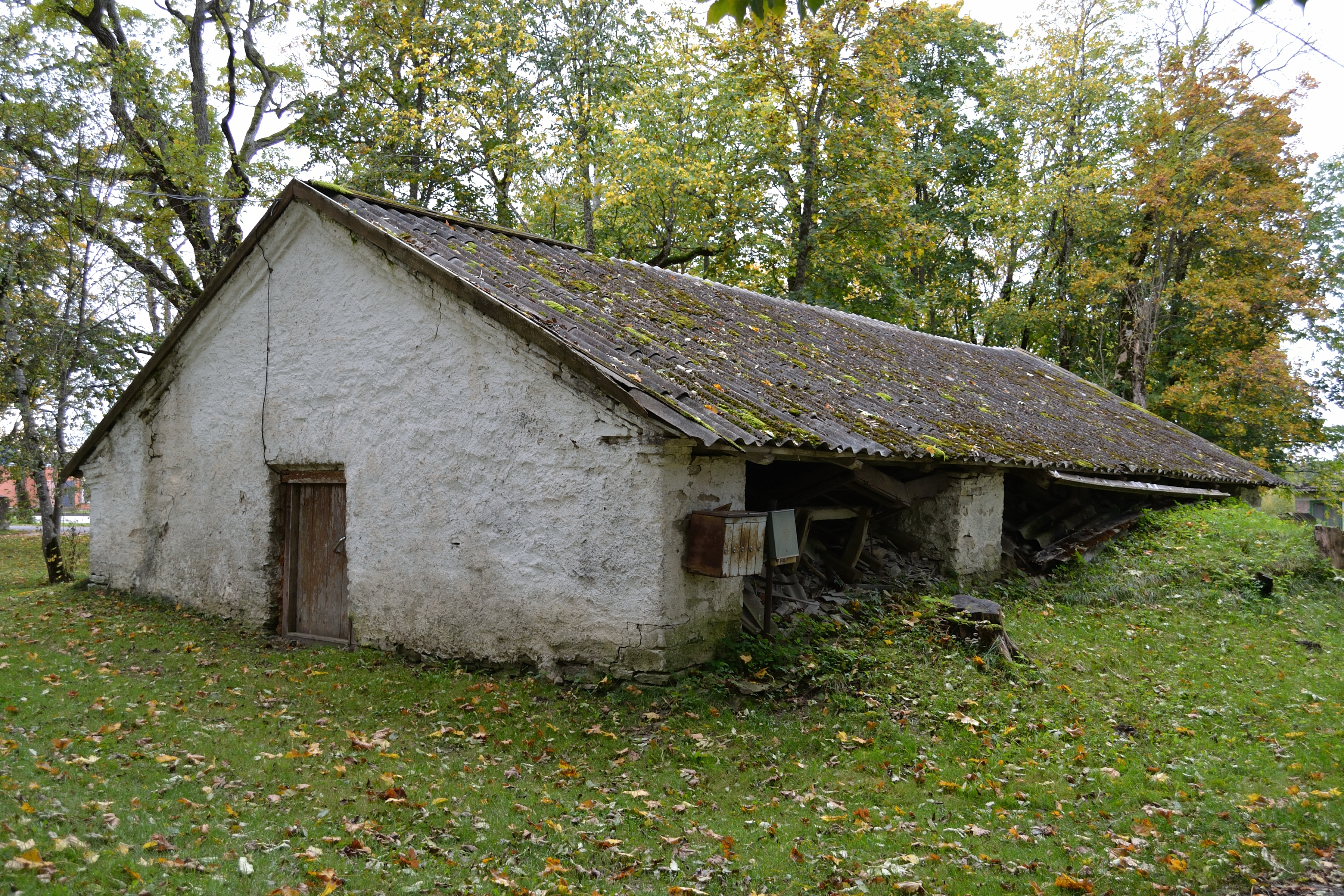
Погреб
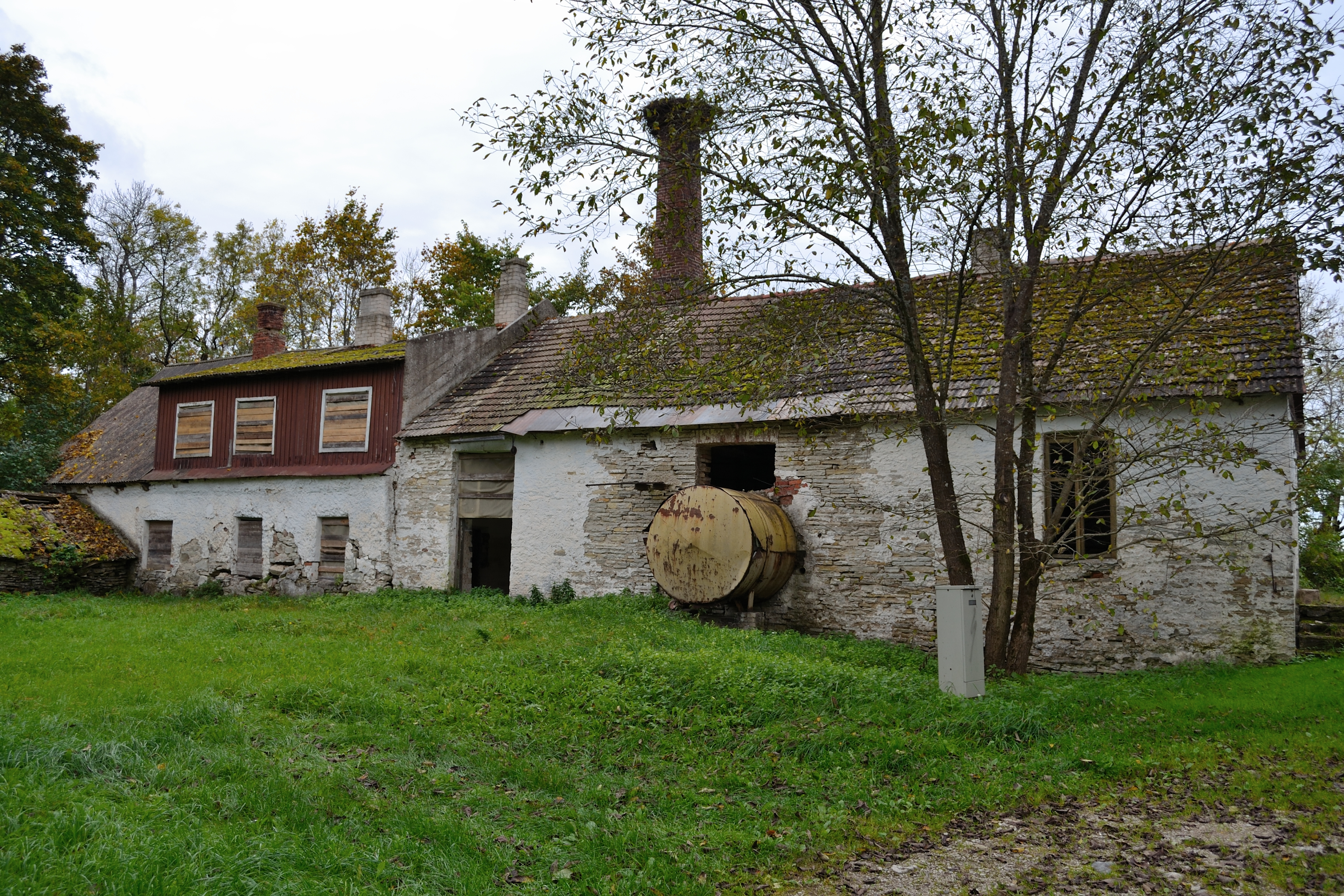
Маслобойня
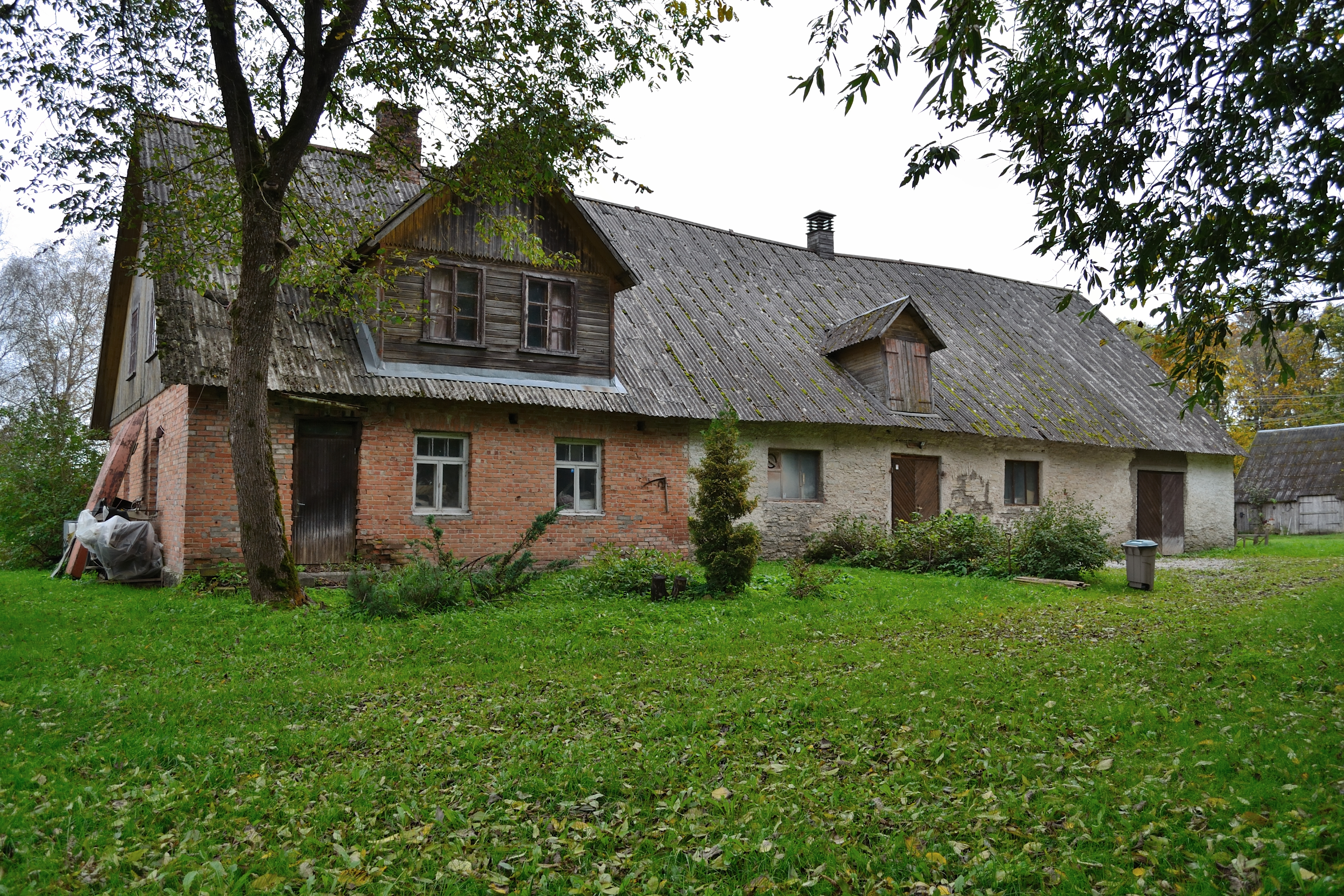
Хлев
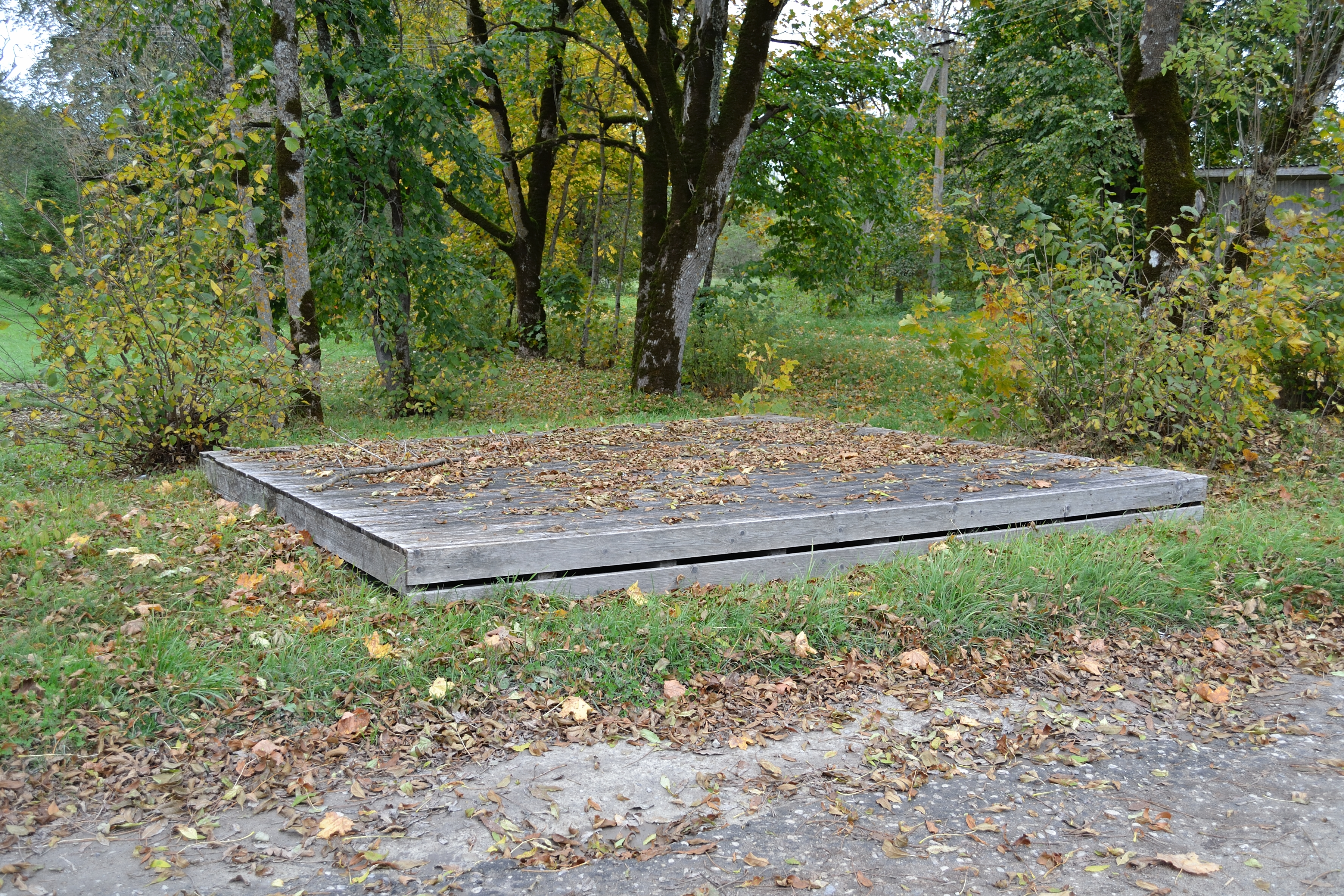
Колодец
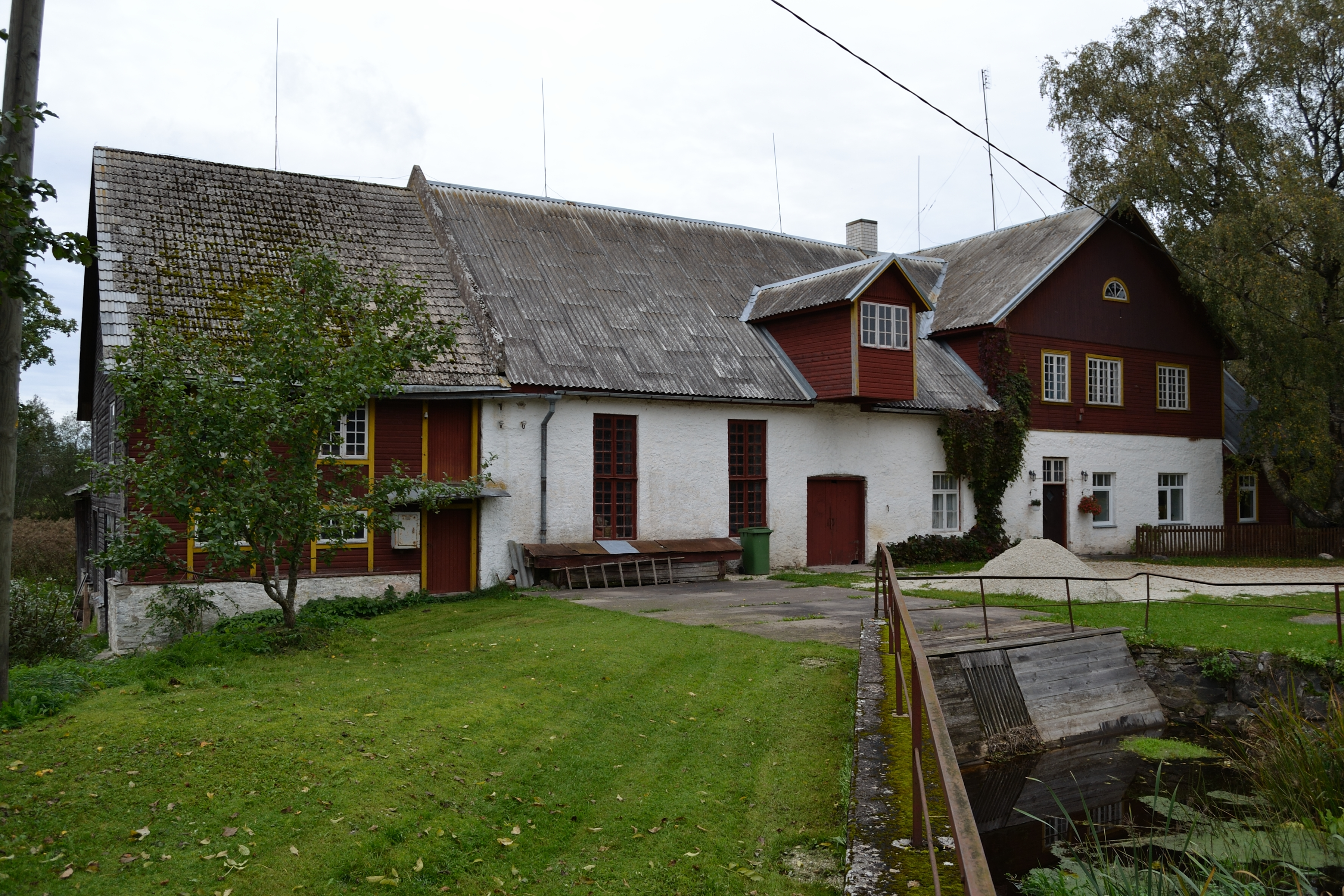
Водяная мельница
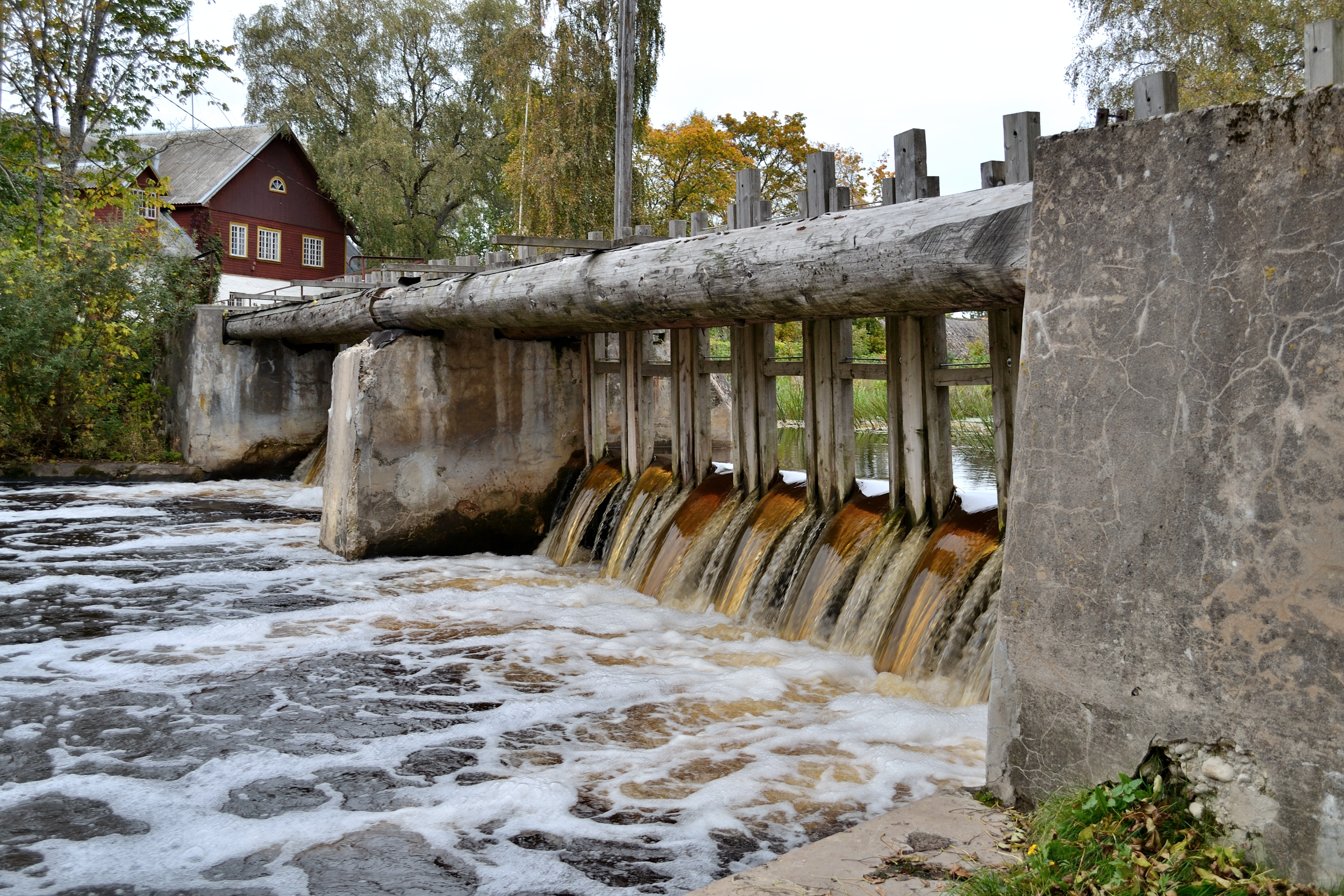
Мельничная плотина